# Paul Crüger
Paul Crüger (auch: Krüger; * um 1550 in Königsberg (Preußen); † 27. April 1593 in Elbing) war ein deutscher Rechtswissenschaftler.

## Leben
Crüger war der Sohn des Löbenichter Schöppenmeisters Simon Crüger (* 28. Oktober 1524; † 21. Januar 1587) und dessen erster Frau Elisabeth, Tochter des Löbenichter Bürgermeisters Paul Mangravius. Bereits sein Großvater Benedikt hatte als Ratsherr in Löbenicht gewirkt und die Familie gehörte zum Patriziat der Stadt. So verfügte die Familie über ausreichende finanzielle Grundlagen, Paul eine gediegene Bildung zukommen zu lassen. Nachdem er seine Ausbildung an der hohen Schule in Straßburg beendet hatte, begab er sich im Wintersemester 1567 an die Universität Frankfurt (Oder) für ein Studium der Rechtswissenschaften. 
Dieses setzte er 1573 an der Universität Königsberg fort. Da zu jener Zeit an der Hochschule seiner Heimatstadt keine Promotionen an den höheren Fakultäten vorgenommen wurden, begab er sich wieder nach Frankfurt, wo er 1576 unter dem Dekanat von Bartholomäus Radtman zum Doktor der Rechte promoviert wurde. Zurückgekehrt in seine Heimatstadt, wurde er am 14. September 1577 Herzoglich Preußischer Rat, 1582 Hofgerichtsrat und 1586 Erster Professor der Rechte an der Universität Königsberg. 
Aus seiner Feder ist die Dissertation de actionibus bekannt. Er hatte sich auch an den organisatorischen Aufgaben der Königsberger Hochschule beteiligt. So war er im Wintersemester 1586/87 sowie in den Sommersemestern 1588 und 1592 Rektor der Alma Mater. Krüger hatte 1587 eine Summe von 500 Talern gespendet, um ein Gewölbe für die Bestattung der Leichname der Königsberger Professoren errichten zu lassen. In der als Begräbnisstätte Immanuel Kants berühmt gewordene Professorengewölbe wurde er jedoch nicht begraben. Sein Leichnam wurde in Elbing beigesetzt, wo er auf einer Rückreise von Warschau verstorben war.